# Estrée-Blanche
Estrée-Blanche là một xã của tỉnh Pas-de-Calais, thuộc vùng Hauts-de-France, miền bắc nước Pháp.

## Dân số
| 1962                                                           | 1968 | 1975 | 1982 | 1990 | 1999 |
| -------------------------------------------------------------- | ---- | ---- | ---- | ---- | ---- |
| 1022                                                           | 1093 | 1068 | 1005 | 988  | 928  |
| Census count starting from 1962: Population without duplicates |      |      |      |      |      |